# ISO 16
L'ISO 16 è lo standard che specifica le frequenze delle note musicali.
In particolare stabilisce che la frequenza del la centrale è pari a 440 Hz e che l'accordatura degli strumenti musicali deve avere un'accuratezza di ±0,5 Hz.